# Manulea latiloba
Manulea latiloba är en flenörtsväxtart som beskrevs av O.M. Hilliard. Manulea latiloba ingår i släktet Manulea och familjen flenörtsväxter. Inga underarter finns listade i Catalogue of Life.